# Cis huachucae
Cis huachucae är en skalbaggsart som beskrevs av Dury 1917. Cis huachucae ingår i släktet Cis och familjen trädsvampborrare. Inga underarter finns listade i Catalogue of Life.